# Берестье (Ровненская область)
Бере́стье (укр. Берестя) — село, входит в Берестовский сельский совет Дубровицкого района Ровненской области Украины.
Население по переписи 2001 года составляло 2719 человек. Население - 2452 человек (2019 год). Почтовый индекс — 34109. Телефонный код — 3658. Код КОАТУУ — 5621880901.

## Местный совет
34109, Ровненская обл., Дубровицкий р-н, с. Берестье, ул. Победы, 1а.